# 中国实用内科杂志
《中国实用内科杂志》创刊于1981年，是中国大陆医药卫生科技类月刊，编辑部位于辽宁省沈阳市。此刊物由中国医师协会，中国实用医学杂志社主办。
《中国实用内科杂志》在2018年被中华人民共和国国家新闻出版广电总局新闻报刊司评为2017年全国“百强报刊”。